# Falcão-gerifalte

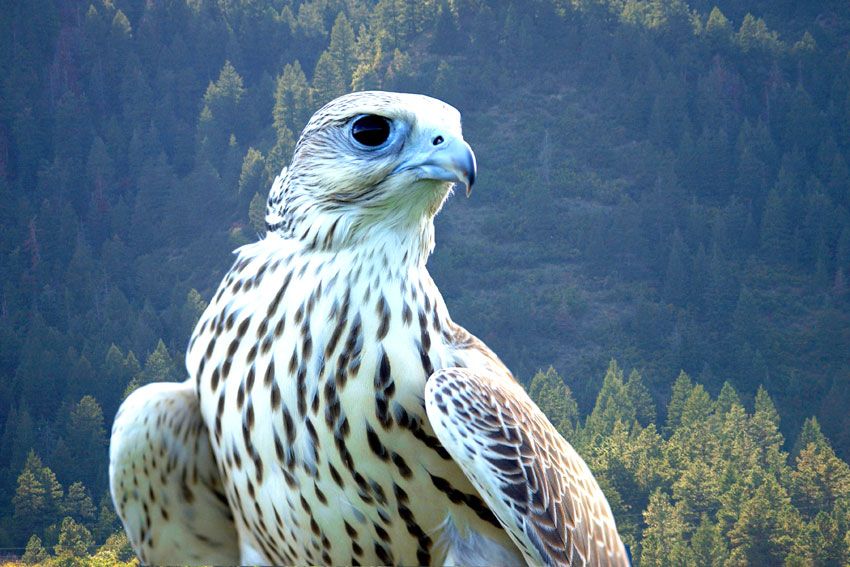
Um falcão-gerifalte americano.

Falcão-gerifalte ou gerifalte (Falco rusticolus), com mais de 60 cm de altura e com aproximadamente 1,6 kg de peso, é um dos maiores falcões do mundo. Vive na tundra e nas montanhas desde a América do Norte até à Sibéria. Ataca aves como galos-selvagens apanhando-os de surpresa. A cor de suas penas varia de cinzento a branco e os exemplares adultos mais belos são os que possuem pequenos pontos castanhos na cauda e asas, semelhantes a letras. Estes falcões chamam-se "letrados". Nos filhotes a penugem é marrom.
Na Idade Média, o falcão-gerifalte era considerado uma ave real devido à sua raridade e às dificuldades envolvidas em obtê-lo, assim como à pureza das suas cores. Apenas muito raramente um homem de classe menor era visto portando tal animal. Os falcões-gerifalte eram aprisionados na Islândia e na Groenlândia e oferecidos pelos monarcas do norte aos reis do sul da Europa.
Como exemplo do valor dos gerifaltes da Groenlândia, uma dúzia dessas aves foi suficiente para pagar o resgate do filho do duque de Borgonha em 1396, após este ter sido capturado pelos sarracenos.

## Subespécies
A espécie é monotípica (não são reconhecidas subespécies).